# 料理長殿、ご用心
『料理長殿、ご用心』（シェフどの、ごようじん、原題：Who Is Killing the Great Chefs of Europe?）は、1978年のアメリカ、イタリア、フランス、西ドイツ合作映画。
原作はアイヴァン・ライアンズとナン・ライアンズによる、同題の小説（『料理長殿、ご用心』の邦題で1979年に邦訳されている）。原作と映画では、犯人役が異なっている。
世界の4大料理長たちと美食家が巻き込まれる謎の殺人事件を描く、ミステリーとブラックユーモアを絡ませた、異色のグルメサスペンスコメディ映画である。
第36回ゴールデングローブ賞でジャクリーン・ビセットが主演女優賞 (ミュージカル・コメディ部門)に、ロバート・モーレイが助演男優賞にノミネートされた。また、モーレイは第4回ロサンゼルス映画批評家協会賞助演男優賞と第13回全米映画批評家協会賞助演男優賞を受賞した。

## ストーリー
料理店経営者（オムレツ・ショップのチェーン店をヨーロッパ各地に作ろうとしている）のロビー（ジョージ・シーガル）と、デザートのシェフのナターシャ（ジャクリーン・ビセット）という、アメリカ人の元夫婦が、イギリスを訪れる。
一方、イギリスの大富豪のマックス（ロバート・モーレイ）は、料理専門誌を主催する有名なグルメでもあった。とにかく食べることが大好きで、美味しいものに目がない。連日、豪華料理に舌鼓を打つので、医者から、美食をやめて生活習慣を見直さないと寿命が短いとつげられる。
また、マックスは、自身の料理専門誌において、自分が世界一流の料理長と信じる、ルイ（ジャン=ピエール・カッセル）、ゾッピ（ステファノ・サタ・フロレス）、ムリノー（フィリップ・ノワレ）、それにナターシャ（ジャクリーン・ビセット）の特集記事を作った。記事に掲載されなかった料理長のオーギュスト・グランヴィリエ（ジャン・ロシュフォール）は怒り狂う。
ナターシャとルイは、マックスにより、イギリス王室の公式晩餐会の公認のシェフにまで推薦される。ルイのキッチンで働いたナターシャは、ルイにくどかれるが、ルイはオーブンの中で黒焦げになった死体で発見された。
マックスの雑誌の取材のためにベネチアを訪れたナターシャは、当地のシェフ・ゾッピにほれられるが、彼は水槽の中で水死体として発見される。彼らは、自分が得意とする料理方法で殺されているようだが、いったい、誰が何の目的で料理長たちを殺害しているだろうのか？　
次はフランスの料理長があぶないと考えたロビーとナターシャはパリに赴き、パリの有名料理長たちをあつめて話し合いをするが？

## キャスト
| 役名                         | 俳優                         | 日本語吹替   | 日本語吹替   |
| 役名                         | 俳優                         | フジテレビ版 | テレビ朝日版 |
| ---------------------------- | ---------------------------- | ------------ | ------------ |
| ロビー                       | ジョージ・シーガル           | 羽佐間道夫   | 黒沢良       |
| ナターシャ・オブライエン     | ジャクリーン・ビセット       | 鈴木弘子     | 鈴木弘子     |
| マックス                     | ロバート・モーレイ           | 滝口順平     | 滝口順平     |
| ルイ・コーナー               | ジャン＝ピエール・カッセル   | 雨森雅司     | 阪脩         |
| ジャン・クロード・ムリノー   | フィリップ・ノワレ           | 緑川稔       | 小林修       |
| オーギュスト・グランヴィリエ | ジャン・ロシュフォール       | 渡部猛       | 大塚周夫     |
| ラヴェロ警部                 | ルイージ・プロイェッティ     | 平林尚三     | 安原義人     |
| ファウスト・ゾッピ           | ステファノ・サッタ・フロレス | 徳丸完       | 緒方賢一     |
| ビーチャム                   | マッジ・ライアン             | 高橋和枝     | 京田尚子     |
| ブロシェット                 | フランク・ウィンドソー       | 真木恭介     | 大木民夫     |
| マスネ                       | ジャック・マラン             | 石森達幸     | 北村弘一     |

- フジテレビ版：初回放送1982年2月27日『ゴールデン洋画劇場』

その他声の出演：石丸博也、北村弘一、鈴木れい子、川浪葉子
- テレビ朝日版：初回放送1985年11月24日『日曜洋画劇場 秋のミステリー特集第4弾』

その他声の出演：安田隆、千田光男、西村知道、大滝進矢、鈴木れい子、横尾まり、鈴木勝美、色川京子、佐脇君枝
※日本語吹替音声はテレビ朝日版が2023年1月30日発売のブルーレイに収録。

## スタッフ
- 監督：テッド・コッチェフ
- 製作総指揮：マーヴ・エイデルソン、リー・リッチ
- 製作：ウィリアム・オルドリッチ
- 原作：アイヴァン・ライアンズ、ナン・ライアンズ
- 脚色：ピーター・ストーン
- 撮影：ジョン・オルコット
- 音楽：ヘンリー・マンシーニ
- 美術：ロルフ・ツェートバウアー
- 提供：オルドリッチカンパニー、バヴァリアフィルムズ、ジリアプロダクションズ、ロリマープロダクションズ
- 料理監修：ポール・ボキューズ

### 日本語版
フジテレビ版
- 演出：春日正伸
- 翻訳：戸田奈津子
- 調整：中村修
- 効果：南部光庸／大橋勝次
- 選曲：河合直
- 配給：ヘラルド・エンタープライズ
- 制作：ザック・プロモーション[4]

テレビ朝日版
- 演出：水本完
- 翻訳：宇津木道子
- 効果：赤塚不二夫／PAG
- 調整：山田太平
- 制作：ザック・プロモーション